# Zelleria metriopa
Zelleria metriopa is een vlinder uit de familie van de stippelmotten (Yponomeutidae). De wetenschappelijke naam van de soort werd in 1933 gepubliceerd door Edward Meyrick.